# 바스토지라르디
바스토지라르디(이탈리아어: Vastogirardi)는 이탈리아 몰리세주 이세르니아도의 코무네다. 캄포바소로부터 북서쪽으로 40km, 이세르니아에서 북쪽 20km 거리에 위치해있다.